# Lueta
Lueta é uma comuna romena localizada no distrito de Harghita, na região histórica da Transilvânia. A comuna possui uma área de 101.64 km² e sua população era de 3595 habitantes segundo o censo de 2007.